# Estadio Nuevo Mirador
El estadio Nuevo Mirador es un estadio municipal de la ciudad de Algeciras (Cádiz), España.
En él, se juegan los partidos del equipo de la ciudad, el Algeciras CF. El estadio con capacidad para 7300 espectadores, es un moderno complejo deportivo situado en el polígono industrial de La Menacha, donde además se encuentran las oficinas y la tienda oficial del club.

## Historia
El estadio fue construido para sustituir al antiguo campo, llamado "El Mirador", situado junto a la playa de Los Ladrillos algecireña.
El Nuevo Mirador, se inauguró en el año 1999 en el Polígono Industrial de "La Menacha" con un encuentro entre el equipo local, el Algeciras CF y el Real Betis Balompié, el cual milita actualmente en la Primera División Española.